# Lower Niumi
Lower Niumi est un district de la division de North Bank en Gambie. En 2013, sa population était de 51 787 habitants.

## Villes et villages
- Amdalai (1285 habitants)

## Source de la traduction
- (de) Cet article est partiellement ou en totalité issu de l’article de Wikipédia en allemand intitulé « Lower Niumi » (voir la liste des auteurs).